# پریمرا خونتا
پریمرا خونتا (به اسپانیایی: Perimera Junta) به معنی اولین حکومت شورایی نظامیان است. این دولت پس از آن که سرزمین اصلی امپراتوری اسپانیا توسط ناپلئون اشغال شد، با وقوع انقلاب مه، قدرت را در مستعمرهٔ اسپانیایی نایب‌الملک ریو د لا پلاتا به دست گرفت. این دولت موقتاً به روش خونتا در شهر بوینس آیرس (پایتخت امروزی آرژانتین) بنا نهاده شد و از ابتدا قرار بود تا زمانی که سراسر شهرهای ریو د لا پلاتا بتوانند نمایندگان خود را برای تشکیل دولتی بزرگ‌تر به مجلس (کابیلدو) بفرستند، قدرت را در شهر به دست گیرد.
کورنلیو ساودرا رئیس نخستین خونتا بود و مانوئل آلبرتی، میگوئل د آزکوئناگا، مانوئل بلگرانو، خوآن خوزه کاستلی، دومینگو ماتئو و خوآن لارئا و دبیران خوآن خوزه پاسو و ماریانو مورنو، دیگر اعضای حاضر در آن بودند. پریمرا خونتا نخستین حکومت سلف کشور امروزی آرژانتین بوده‌است.

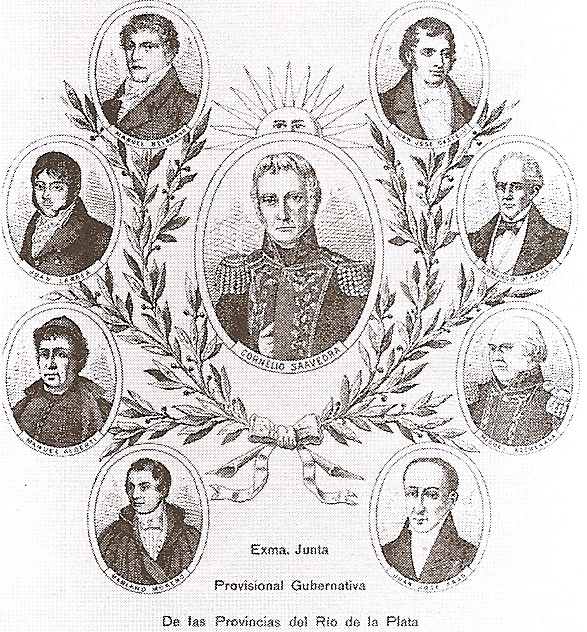
چاپ سنگی۱۸۹۷ از اعضای پریمرا حونتا.

## اعضای پریمرا خونتا

### رئیس‌جمهور
کورنلیو ساودرا

### منشی‌ها
ماریانو مورنو
خوان خوزه پاسو

### اعضای کمیته
مانوئل آلبرتی
مانوئل بلگرانو
خوان خوزه کاستلی
دومینگو ماتیو
خوان لاریا

## انتقال قدرت
علیرغم جایگزینی نایب‌السلطنه بالتازار هیدالگو د سیسنروس طرفداران خاندان سلطنتی و زمین‌داران در کنار مقاماتی ماندند که قبل از انقلاب وجود داشتند و از همان روز اول با حکومت جدید مخالفت کردند. آنها در ابتدا حاضر نشدند با حکومت خونتا سوگند وفاداری یاد کنند، و زمانی که در نهایت این کار را کردند، دادستان کاسپه با حرکات آشکار تحقیرآمیز این کار را انجام داد. به انتقام از این کارش کاسپه بعداً در نزدیکی خانه‌اش در کمین افتاد.